# Суинсон, Джо
Джоа́нн Кейт «Джо» Суи́нсон (англ. Joanne Kate «Jo» Swinson; 5 февраля 1980, Милгай, Шотландия, Великобритания) — шотландский политик. Командор Ордена Британской империи. Лидер Либерально-демократической партии Великобритании (2019).

## Биография
Джоанн Кейт Суинсон родилась 5 февраля 1980 года в Глазго, Шотландия в семье Питера и Аннетт Суинсон. В 2008 году отцу Джо был поставлен диагноз рак крови, от которого он скончался в 2018 году.
Джо окончила среднюю школу «Douglas Academy» и Лондонскую школу экономики и политических наук.

## Карьера
В 17 лет вступила в Либерал-демократическую партию, в 2001 году, в возрасте 21 года, стала кандидатом либерал-демократов в избирательном округе Восточный Кингстон-апон-Халл на парламентских выборах, но проиграла заместителю лидера Лейбористской партии Джону Прескотту.
В 2003 году предпринимала неудачную попытку избрания в Парламент Шотландии.
В 2005 году прошла в Парламент Великобритании в округе Ист-Данбартоншир, став первым либерал-демократическим парламентарием от этого округа в истории и самым молодым депутатом (так называемым «Малышом Палаты») из списка избранных, сохраняя за собой этот неофициальный титул до 2009 года. Считая необходимой борьбу против глобального изменения климата, инициировала в 2007 году законопроект об уменьшении производителями количества упаковочных материалов и добилась положительной реакции от компаний Nestle и Cadbury.
3 февраля 2012 года в ходе очередных массовых перестановок в первом кабинете Дэвида Кэмерона назначена парламентским личным секретарём заместителя премьер-министра Ника Клегга.
На выборах в 2015 году она не смогла получить место члена парламента.
По итогам выборов 2017 года вернулась в Палату общин в прежнем округе, победив с результатом 40,6 % кандидата Шотландской национальной партии Джона Николсона, которому в 2015 году уступила, заручившись поддержкой 36,3 % избирателей.
22 июля 2019 года прямым голосованием членов партии избрана лидером либерал-демократов, далеко опередив Эда Дейви (47 997 голосов против 28 021) и став первой женщиной на этом посту.
Досрочные парламентские выборы 12 декабря 2019 года принесли новое поражение Суинсон в её прежнем округе Ист-Данбартоншир (получив в 2017 году большинство в 5339 голосов, теперь она отстала на 149 голосов от кандидатки Шотландской национальной партии Эми Каллагэн). 13 декабря Суинсон ушла в отставку с поста лидера партии.

## Личная жизнь
С 13 мая 2011 года Суинсон замужем за политиком Данканом Хеймсом, у них есть два сына — Эндрю Леннокс Маршалл Хеймс (род. 22.12.2013) и Гэбриел Хеймс (род. 29.06.2018).